# 31. јул
31. јул (31.07) је 212. дан у години по грегоријанском календару (213. у преступној години) До краја године има још 153 дана.

## Догађаји
- 1201 — Јован Комнин Дебели је на кратко преузео византијски престо од Алексија III Анђела, али је ускоро ухваћен и погубљен.
- 1423 — Енглеска и бургундска војска су у Стогодишњем рату поразили Французе у бици код Кравана близу Осера.
- 1498 — Шпански морепловац Кристифор Колумбо на трећем путовању у Нови свет открио острво које је назвао Тринидад.
- 1648 — У борби с Турцима погинуо прослављен српски јунак из Равних Котара Вук Мандушић, уз Стојана Јанковића и Илију Смиљанића најомиљенији јунак народне ускочке епике.
- 1658 — Велики могул Аурангзеб прогласио се царем у Индији.
- 1789 — Руске и аустријске трупе, под командом грофа Александра Суворова и војводе од Кобурга, победиле турску војску код Фокшанија у Румунији.
- 1849 — У бици код Шегешвара погинуо мађарски песник и револуционар Шандор Петефи, један од вођа националног покрета 1848.
- 1914 — Убијен француски политичар и историчар Жан Жорес, један од оснивача Француске социјалистичке партије и оснивач и уредник „Иманитеа“, касније листа француских комуниста.
- 1917 — Британском артиљеријском ватром започела је битка код Пашендала.
- 1919 — Вајмарска скупштина је усвојила Вајмарски устав, којим је укинута царевина и успостављена република.
- 1941 — Немачки маршал Херман Геринг дао писмену директиву шефу полиције Рајнхарду Хајдриху да сачини нацрт плана за истребљење европских Јевреја.
- 1944 — Као пилот савезничког авиона у Другом светском рату, над Медитераном погинуо француски писац Антоан де Сент Егзипери, аутор „Малог принца“, једне од најчитанијих књига у свету.
- 1954 — Италијанска експедиција коју је предводио Ардито Десио прва освојила врх Годвин Остин, познат као К2, на Каракоруму, други највиши планински врх на свету, висок 8.611 метара.
- 1959 — Група баскијских студената је основала сепаратистичку организацију ЕТА.
- 1964 — Амерички васионски брод без људске посаде „Ренџер 7“ емитовао прве снимке тамне стране Месеца.
- 1969 — Папа Павле VI стигао у Уганду, у прву папску посету Африци.
- 1971 — Амерички астронаути Дејвид Скот и Џејмс Ирвин, чланови мисије „Аполо 15“, другог дана боравка на Месецу провели више од шест часова у вожњи лунарним возилом. То је била прва вожња по тлу Месеца.
- 1990 — Донета одлука о расписивању референдума о аутономији Срба у Хрватској.
- 1991 — Председници СССР и САД Михаил Горбачов и Џорџ Буш потписали у Москви споразум о ограничењу нуклеарног оружја великог домета.
- 1993 — Нападом Израела на југ Либана, током којег је убијено 140 људи, а 500.000 избегло према северу земље, прекинуто једнонедељно примирје на Блиском истоку.
- 1994 — Савет безбедности Уједињених нација одобрио употребу силе у Хаитију, чиме је дозвољена војна интервенција коју су против војног режима предводиле САД, и омогућен повратак на власт избеглог председника Жан-Бертран Аристида.
- 2001 — Међународни суд за ратне злочине у Хагу осудио Стевана Тодоровића на 10 година затвора због злочина над муслиманима и Хрватима у Босанском Шамцу током рата у БиХ.
- 2002 — На основу споразума влада Босне и Херцеговине и Хрватске у Карловцу бивши лидер цазинских муслимана Фикрет Абдић осуђен на 20 година затвора, за ратне злочине од 1993. до 1995. у тадашњој Аутономној Покрајини Западна Босна.
- 2003 —
  - Министар одбране Србије и Црне Горе Борис Тадић допутовао у Израел. То је прва посета министра одбране у историји две земље.
  - Хашки трибунал осудио Србина Миломира Стакића на доживотни затвор због злочина против човечности над несрбима у Приједору и околини 1992. Он је први оптуженик коме је тај суд изрекао доживотни затвор.
  - Аустријанац Феликс Баумгартнер први падобраном прелетео Ламанш, падајући брзином већом од 200 km на сат.

## Рођења
- 1800 — Фридрих Велер, немачки хемичар. (прем. 1882)
- 1875 — Жак Вијон, француски сликар и графичар. (прем. 1963)
- 1901 — Жан Дибифе, француски сликар, графичар и вајар. (прем. 1985)
- 1912 — Милтон Фридман, амерички економиста, добитник Нобелове награде за економију (1976). (прем. 2006)
- 1914 — Марио Бава, италијански редитељ, сценариста, кинематограф и техничар специјалних ефеката . (прем. 1980)
- 1914 — Луј де Финес, француски глумац и комичар. (прем. 1983)
- 1919 — Примо Леви, италијански хемичар и књижевник. (прем. 1987)
- 1931 — Ник Болетери, амерички тениски тренер. (прем. 2022)
- 1947 — Ричард Грифитс, енглески глумац. (прем. 2013)
- 1951 — Ивон Гулагонг, аустралијска тенисерка.
- 1955 — Миховил Накић, хрватски кошаркаш.
- 1956 — Мајкл Бин, амерички глумац.
- 1956 — Ђорђе Радак, oпшти и васкуларни хирург.[1]
- 1962 — Весли Снајпс, амерички глумац, редитељ, продуцент и писац.
- 1963 — Џунџи Ито, јапански цртач стрипова.
- 1964 — Вендел Алексис, амерички кошаркаш.
- 1965 — Џ. К. Роулинг, британска књижевница, сценаристкиња и продуценткиња.
- 1969 — Антонио Конте, италијански фудбалер и фудбалски тренер.
- 1971 — Владимир Кузмановић, српски кошаркаш.
- 1973 — Абдул Азиз ел Катран, фудбалер из Саудијске Арабије.
- 1974 — Емилија Фокс, енглеска глумица.[2]
- 1976 — Пауло Ванчоп, костарикански фудбалер и фудбалски тренер.
- 1976 — Биљана Сечивановић, српска певачица.
- 1978 — Хосе Гонзалез, шведски музичар.
- 1979 — Карлос Марчена, шпански фудбалер и фудбалски тренер.
- 1980 — Хари Потер, измишљени лик из истоименог серијала романа.
- 1982 — Анабел Медина Гаригес, шпанска тенисерка.
- 1982 — Марк Лопез, шпански тенисер.
- 1984 — Бранислав Лалић, српски музичар.
- 1987 — Алекса Поповић, црногорски кошаркаш.
- 1988 — Чарли Карвер, амерички глумац.
- 1989 — Викторија Азаренка, белоруска тенисерка.
- 1990 — Милан Марић, српски глумац.
- 1996 — Тамара Радовановић, српска глумица и музичарка.

## Смрти
- 1556 — Игнасио де Лојола, оснивач католичког језуитског реда 1534, шпански официр и свештеник.
- 1648 — Вук Мандушић, српски јунак.
- 1784 — Дени Дидро, француски филозоф и писац.
- 1849 — Шандор Петефи, мађарски песник и револуционар.
- 1886 — Франц Лист, мађарски композитор, пијаниста и диригент.
- 1914 — Жан Жорес, француски политичар и историчар.
- 1944 — Антоан де Сент Егзипери, француски књижевник.[3]
- 1967 — Вивијен Ли, енглеска глумица
- 1996 — Петар Џаџић, српски књижевни критичар. (рођ. 1929)[4]
- 1997 — Бао Дај, вијетнамски цар.
- 2001 — Франциско Коста Гомес, португалски председник .
- 2009 — Боби Робсон, енглески фудбалер и тренер. (рођ. 1933)
- 2010 — Феликс Пашић, српски позоришни критичар и публициста.
- 2011 — Љубиша Стојановић Луис, џез-фолк певач.
- 2024 — Исмаил Ханије, вођа Хамаса.